# Johan Ludwig Mowinckel

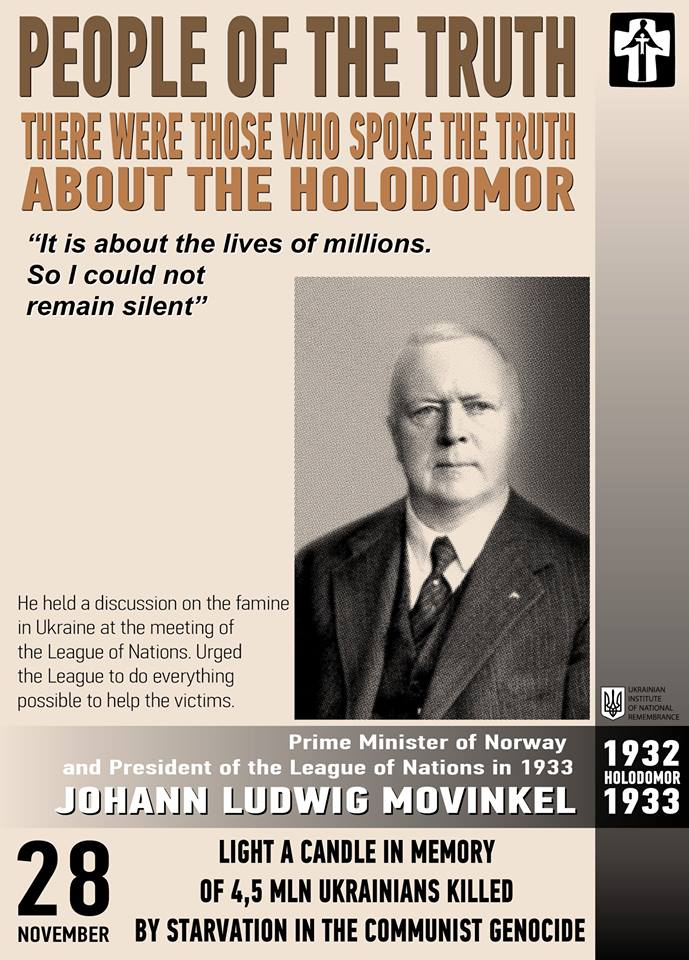
Publicación People of Truth (1932-1933).

Johan Ludwig Mowinckel (Bergen, 22 de octubre de 1870 – Nueva York, 30 de septiembre de 1943) fue un magnate, filántropo y político noruego, que ocupó el cargo de primer ministro de Noruega en tres ocasiones, entre 1924 y 1926, de 1928 a 1931, y desde 1933 hasta 1935.

## Biografía
Johan Ludwig Mowinckel nació en Bergen, Noruega, el 22 de octubre de 1870. Era primo segundo de la célebre actriz y directora de teatro Agnes Mowinckel.
Graduado de la Universidad de Kristiania –actual Oslo–, Mowinckel ingresó al sector público en su ciudad natal al convertirse en presidente del Bergens Venstreforening (la rama local del partido liberal Venstre). Fue elegido para desempeñar un cargo en el Consejo Ciudadano en 1899, y posteriormente fue elegido alcalde de Bergen entre 1902 y 1906 y de nuevo entre 1911 y 1913. Se convirtió en miembro del parlamento noruego – Storting — por el Partido Liberal (Venstre) en 1906, llegando a la presidencia de la cámara en 1916.
Durante el período entre la Primera Guerra Mundial y 1935, Mowinckel permaneció activo en la política nacional y desempeñó el cargo de ministro de Comercio entre 1921 y 1922. Fue, también, ministro de Asuntos Exteriores entre 1922 y 1923, y tres veces primer ministro de Noruega (1924-1926, 1928-1931 y 1933-1935).
Fundó la firma A/S J. Ludwig Mowinckels Rederi, y jugó un papel importante en la fundación de la Línea de Transporte Noruego-Estadounidense.
En 1925 se convirtió en miembro de la Junta del Premio Nobel de la Paz. Tomó la iniciativa en el Convenio de Oslo de 1930, durante el cual se incentivó el libre comercio entre el Benelux y los países nórdicos, un precedente de lo que hoy es la Unión Europea.
Mowinckel también se interesó en la Sociedad de Naciones, de la que llegó a formar parte del Consejo y de la presidencia en 1933. Condenó en más de una ocasión la amenaza de la filosofía nazi y, cuando Alemania ocupó Noruega en 1940, se exilió junto a su gobierno en los Estados Unidos de América.
Falleció el 30 de septiembre de 1943 en la ciudad de Nueva York, donde se encontraba en representación de su país. Se lo suele considerar como unos de los jefes de gobierno más destacados de su tiempo.
Una nueva biblioteca en la Universidad de Bergen le fue dedicada de forma póstuma. El acto de inauguración, el 13 de septiembre de 1961, contó con la presencia del rey Olaf V de Noruega.
| Predecesor: Abraham Berge Christopher Hornsrud Jens Hundseid | Primer ministro de Noruega 1924 - 1926 1928 - 1931 1933 - 1935 | Sucesor: Ivar Lykke Peder Kolstad Johan Nygaardsvold |